# Minareten och fornlämningarna i Jam
Minareten och fornlämningarna i Jam är ett världsarv i västra Afghanistan, intill floden Hari Rud. Platsen ligger i distriktet Shahrak i provinsen Ghor. Här står världens nästa högsta minaret, 62 meter hög, omgiven av berg som når en höjd uppemot 2400 meter. Den uppfördes på 1190-talet, helt i tegelsten. Minareten är känd för dess slingrande tegel, stuckaturer och glaserade keramiska dekorationer bestående av alternerande band av Kufisk (fornarabisk) kalligrafi och geometriska mönster. Kalligrafin består av verser från den 19:e suran Mariam i Koranen.

## Minareten
Minareten, ligger i ett trångt pass med omgivande berg som når upp till 2 400 meter och är sannolikt byggt för att fira Ghuriddynastins seger över Ghaznevidväldet på 1100-talet.
Den cirkulära minareten vilar på en åttakantig bas, har två träbalkonger och toppas av en lanternin. Dess allmänna utseende har en slående likhet med minareten i Ghazni, uppförd av Masud III.
Minareten tros ha varit en direkt inspiration för Qutb Minar i Delhi, som också uppfördes av Ghuriddynastin. Näst efter Qutb Minar i Delhi, Indien, är Minareten i Jamp den näst högsta i världen.
Minareten i Jam tillhör en grupp om cirka 60 minareter och torn byggda i Centralasien, Iran och Afghanistan mellan 1000-talet och 1200-talet. Minareterna tros ha byggts för att symbolisera Islams seger, medan tornen var landmärken eller utsiktstorn. Den senare användningen kan ha varit en anledning till att de fick stå kvar när mongolerna förstörde den omkringliggande staden.
I landskapet omkring Jam finns även ruinerna efter ett palats, befästningar, keramikugnar och en judisk gravplats och har föreslagits vara lämningarna efter den förlorade staden Firuzkuh, Afghanernas huvudstad under medeltiden.
Fornlämningsområdet i Jam nominerades framgångsrikt som Afghanistans första världsarv 2002. Den sattes samtidigt upp på listan över hotade världsarv på grund av minaretens dåliga skick och resultatet av fornminnesplundringar på platsen.

## Historia
Hari Ruds-minareten finns troligen där Ghuriddynastins sommarhuvudstad Firutzkuh en gång låg. Ghuriderna kontrollerade, på 1100- och 1200-talet, inte bara Afghanistan, utan även delar av norra Indien, regionen Kashgar i västra Kina samt delar av Pakistan.
En otydlig arabisk inskription på minareten anger att den byggdes år 1193/4 eller 1174/5. Det skulle då innebära att den byggts för att fira Ghuriddynastins seger över Ghaznevidväldet år 1186 i Lahore - därav dess efternamn Segertorn. Alternativt kan den byggts efter Oghuzernas nederlag i Ghazna 1173. Detta kan också förklara varför minareten verkar ha varit oproportionellt hög jämfört med den modesta moskén som låg intill. Ralph Pinder Wilson tror att minareten byggdes efter segern över Muhammad av Ghor, Ghiyath ud-Din's bror, över Prithviraj Chauhan.
Man tror att minareten var sammanbyggd med Fredagsmoskén i Firuzkyh, vilken enligt krönikeskrivaren Juzjani spolades iväg under en översvämning, en tid före Mongolernas belägringar. Vid arbete i Jam utfört av Minaret of Jam Archaeological Project, har man gjort fynd som visar på att en stor gårdsplansbyggnad fanns intill minareten och en del sedimentlager över tegelstensbeläggningen.
Ghuridimperiets storhetstid upphörde efter Ghiyas ud-Dins död år 1202, och det tvingades lämna territorier till Khwarezmidväldet. Enligt Juzjani förstördes staden Firuzkyh av mongolerna år 1222.
I århundraden var minareten okänd för omvärlden fram till att Thomas Holdich rapporterade om den 1886 när han arbetade för Afghanistans gränskommission. Den kom dock inte till någon större kännedom förrän 1957 då Afghanska Historiesällskapets ordförande Ahmed Ali Kohzad, och den franske arkeologen André Maricq återupptäckte minareten. Senare genomförde Werner Herberg begränsade undersökningar omkring platsen på 1970-talet.
Minareten skadades när Sovjetunionen invaderade Afghanistan och det därpå följande inbördeskriget. Störtandet av talibanregimen tros dock ej ha påverkat den.

## Hot
För närvarande är minareten utsatt för erosion, vatteninfiltration och översvämningar på grund av närheten till floderna Hari Rud och Jam Rud. Ett annat hot är jordbävningar som sker med jämna mellanrum i regionen. Nedskräpning och illegala utgrävningar har också förstört omgivningarna runt minareten. Tornet har även börjat luta, men stabiliserande åtgärder har bromsat den utvecklingen.
Världsarvet omfattar idag floden Hari Ruds dalgång med minareten, den judiska gravplatsen, arabiska (muslimska) inskriptioner och en vattenreservoar.

## Inskriptioner
- På det översta bandet står den muslimska trosbekännelsen: "Det finns ingen gud utom Allah och Muhammed är Guds profet."
- Nedanför denna finns två band som innehåller vers 13 av den sexioförsta suran as-Saff;"Och därtill något som ligger er om hjärtat: Guds hjälp och en förestående seger. - Tillkännage detta för de troende!"[5]
- Banden nedanför dessa bär Ghiyath ad-Din Muhammad bin Sam namn och titlar.
- Under detta finns ett band med en noggrant utförd version av Ghiyath ad-Din Muhammad's namn och titlar i turkos mosaik.
- En avlång sexhörning med två Naskh-linjer nedanför, (1)"'Ali ibns arbete...", (2)o-uttydd rad
- En inskription, "Abu'l-Fath", är svårt skadad, då den har gjorts i stuck.
- Sammanflätade band med den nittonde suran Maryam.
- På norra sidan finns en kufisk inskription, "På det femhundranittionde årets datum"(detta år motsvarar 27 december 1193 till 16 december 1194).[6]

### Webbreferenser
Den här artikeln är helt eller delvis baserad på material från engelskspråkiga Wikipedia, tidigare version.
1. 1 2  ”Minaret and Archaeological Remains of Jam”. Unescos världsarvscenter. http://whc.unesco.org/en/list/211. Läst 19 februari 2011.